# Leucadendron lanigerum
Leucadendron lanigerum är en tvåhjärtbladig växtart som beskrevs av Buek och Meissn.. Leucadendron lanigerum ingår i släktet Leucadendron och familjen Proteaceae. Inga underarter finns listade i Catalogue of Life.